# Centrale idroelettrica di Issime
La centrale idroelettrica di Issime è situata nella località Grand Praz (pron., Gran prà) (in Töitschu, Gran Proa) del comune di Issime, in Valle d'Aosta, e posta sull'asta fluviale del fiume Lys.

## Caratteristiche

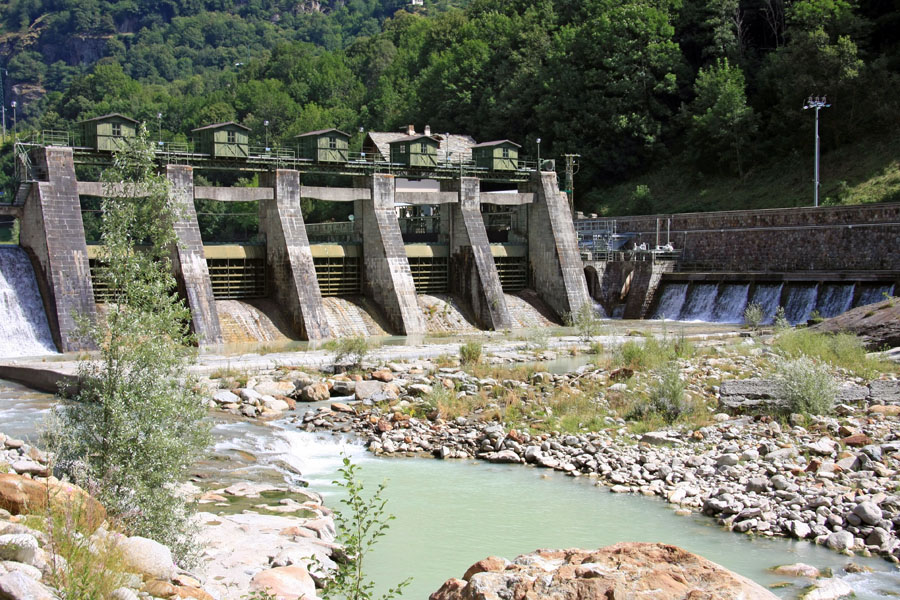
Lo sbarramento di Guillemore, parte della centrale CVA di Issime, che separa simbolicamente l'alta valle dalla bassa valle del Lys

Si tratta di una centrale ad acqua fluente che sfrutta le acque del fiume del torrente Lys.
Lo sbarramento, presso la frazione Rickard del comune di Issime, è costituito da una traversa fissa, da una sghiaiatrice e una paratoia, seguiti da un canale moderatore.
Un canale derivatore a pelo libero, lungo circa 2,5 km e prevalentemente in galleria, convoglia le acque al bacino di carico della capacità di 2,55 m³, dal quale una condotta forzata del diametro di 2 m va ad alimentare la centrale.
L'impianto è telecomandato da Pont-Saint-Martin.